# Васил Тинчев
 Тази статия е за футболиста.  За дееца на БРСДП вижте Васил Тинчев (комунист).  
Васил Тинчев (роден на 21 септември 1958 г.) е бивш български футболист, защитник и дефанзивен полузащитник. Юноша на ЦСКА (София). Голяма част от кариерата му преминава в Сливен.
В А група има 351 мача и 24 гола - 100 мача с 1 гол за ЦСКА, 250 мача с 23 гола за Сливен, както и един мач за Олимпик (Галата).
Между 1982 г. и 1989 г. Тинчев изиграва 10 мача за националния отбор на България.

## Биография
Тинчев израства в Банкя, където започва да тренира футбол в школата на местния клуб. На 17-годишна възраст е привлечен в школата на ЦСКА (София). В тези ранни години играе като нападател.
През 1978 г. Тинчев е преотстъпен в Сливен, с чийто екип дебютира в А група. През сезон 1978/79 записва 11 мача с 3 гола в първенството.
През лятото на 1979 г. Тинчев се завръща в ЦСКА. Поради голямата конкуренция в атака тогавашният треньор на „армейците“ Аспарух Никодимов го връща в по-задни позиции. През сезон 1979/80 записва 9 мача в А група и става за първи път шампион на България. През есента на следващата кампания изиграва още 4 мача, след което влиза в казармата и за втори път заиграва в Сливен.
По време на втория си престой в Сливен Тинчев изиграва в А група 49 мача и бележи 9 гола за година и половина.
През лятото на 1982 г. Тинчев се завръща отново в ЦСКА и през следващите три години е твърд титуляр в състава на „армейците“. Записва 87 мача с 1 гол в първенството. Става шампион през сезон 1982/83, носител на Купата на България през 1982/83 и 1984/85, както и носител на КСА през 1984/85. Заради скандалите във финала за Купата на България с Левски (София) през 1985 г. е наказан да не играе футбол 1 година, въпреки че по време на мача получава единствено жълт картон. Завръща се на терена в края на сезон 1985/86, като през май 1986 г. изиграва два мача за Купата на Съветската армия. На терена е включително и на финала срещу Локомотив (София), който ЦСКА печели с 2:0.
През лятото на 1986 г. Тинчев напуска ЦСКА и преминава за трети път в Сливен, където впоследствие става капитан на отбора. През сезон 1989/90 вдига Купата на България, като именно той носи капитанската лента във финала срещу ЦСКА, спечелен от Сливен с 2:0. През есента на 1990 г. взема участие и в мачовете срещу Ювентус от турнира Купа на носителите на купи.
В края на кариерата си Тинчев играе за Олимпик-Хаджи Димитър (Сливен) (1997 – 1999), като записва 19 мача с 2 гола във В група и 16 мача с 1 гол в Б група.
През месец май 1998 г., на 39-годишна възраст, Тинчев е картотекиран само за един мач в отбора на Олимпик (Галата), който тогава участва в А група. В последния кръг от първенството Олимпик гостува на Локомотив (Пловдив) и трябва да спечели поне точка за да остане в елита. Тинчев взема участие в срещата (неговата последна изява в А група), но Олимпик губи с 0:1 и изпада.

## Статистика по сезони
| Сезон    | Отбор       | Първенство | Мачове | Голове |
| -------- | ----------- | ---------- | ------ | ------ |
| 1978/79  | Сливен      | А група    | 11     | 3      |
| 1979/80  | ЦСКА        | А група    | 9      | 0      |
| 1980/ес. | ЦСКА        | А група    | 4      | 0      |
| 1980/81  | Сливен      | А група    | 20     | 3      |
| 1981/82  | Сливен      | А група    | 29     | 6      |
| 1982/83  | ЦСКА        | А група    | 29     | 0      |
| 1983/84  | ЦСКА        | А група    | 30     | 0      |
| 1984/85  | ЦСКА        | А група    | 28     | 1      |
| 1985/86  | ЦСКА        | А група    | 0      | 0      |
| 1986/87  | Сливен      | А група    | 30     | 2      |
| 1987/88  | Сливен      | А група    | 29     | 3      |
| 1988/89  | Сливен      | А група    | 30     | 3      |
| 1989/90  | Сливен      | А група    | 26     | 1      |
| 1990/91  | Сливен      | А група    | 30     | 2      |
| 1991/92  | Сливен      | А група    | 27     | 0      |
| 1992/93  | Сливен      | А група    | 18     | 0      |
| 1993/94  | Сливен      | Б група    | ?      | ?      |
| 1994/95  | Сливен      | Б група    | ?      | ?      |
| 1995/96  | Сливен      | В група    | ?      | ?      |
| 1996/97  | Сливен      | В група    | ?      | ?      |
| 1997/98  | Олимпик (Г) | А група    | 1      | 0      |

## Успехи
ЦСКА (София)
- А група –  Шампион (2): 1979/80, 1982/83

- Купа на България –  Носител (2): 1982/83, 1984/85

- Купа на Съветската армия –  Носител (2): 1984/85, 1985/86

Сливен
- Купа на България –  Носител: 1989/90